# David Dias
David Bartolomeu Dias (Luanda, 21 aprile 1969) è un ex cestista angolano.

## Carriera
Con l'Angola ha disputato tre edizioni dei Giochi olimpici (Barcellona 1992, Atlanta 1996, Sydney 2000), tre dei Campionati mondiali (1986, 1990, 1994) e sette dei Campionati africani (1989, 1992, 1993, 1995, 1997, 1999, 2001).